# 키라 스코우
키라 스코우(덴마크어: Kira Skov, 1976년 7월 6일 ~ )는 덴마크의 가수이다.
어린 시절부터 삼촌과 고모로부터 고전 음악을 접하면서 음악에 관심을 가졌다. 1993년부터 1999년까지 미국에서 음악 그룹 버터플라이 스피시즈(Butterfly Species)의 멤버로 활동했으며 2001년부터 2007년까지 덴마크에서 키라 & 더 킨드러드 스피리츠(Kira & The Kindred Spirits)의 멤버로 활동했다.